# Yacuitella nana
Yacuitella nana är en spindelart som beskrevs av Galiano 1999. Yacuitella nana ingår i släktet Yacuitella och familjen hoppspindlar. Inga underarter finns listade i Catalogue of Life.